# Группа Янко J2
Группа Янко J2,  группа Холла — Янко (HJ) или группа Холла — Янко — Уэллса  — это спорадическая группа порядка
   27 · 33 · 52 · 7 = 604800.

## История и свойства
J2 — это одна из 26 спорадических групп. Другое название — группа Холла — Янко — Уэллса.  В 1969 Звонимир Янко предсказал J2 как одну из двух простых групп, имеющих 21+4:A5 в качестве централизатора инволюции (вторая — группа Янко J3). Группу построили Холл и Уэллс как группу перестановок ранга 3 100 точек.
Как мультипликатор Шура, так и группа внешних автоморфизмов имеют порядок 2.
J2 является единственной из 4 групп Янко, являющейся подфактором монстра, так что группа является частью семейства, которое Роберт Грисс назвал счастливым. Поскольку группа обнаружена в группе Конвея Co1, она является также частью второго счастливого семейства.

## Представления
J2 является подгруппой с индексом два группы автоморфизмов графа Холла — Янко, что ведёт к перестановочному представлению порядка 100. Группа является подгруппой с индексом два группы автоморфизмов почти восьмиугольника Холла — Янко что ведёт к перестановочному представлению порядка 315.
Группа имеет модулярное представление размерности шесть над полем из четырёх элементов. Если при характеристике два мы имеем
w2 + w + 1 = 0, то J2 генерируется двумя матрицами
{\displaystyle {\mathbf {A} }=\left({\begin{matrix}w^{2}&w^{2}&0&0&0&0\\1&w^{2}&0&0&0&0\\1&1&w^{2}&w^{2}&0&0\\w&1&1&w^{2}&0&0\\0&w^{2}&w^{2}&w^{2}&0&w\\w^{2}&1&w^{2}&0&w^{2}&0\end{matrix}}\right)}
и
{\displaystyle {\mathbf {B} }=\left({\begin{matrix}w&1&w^{2}&1&w^{2}&w^{2}\\w&1&w&1&1&w\\w&w&w^{2}&w^{2}&1&0\\0&0&0&0&1&1\\w^{2}&1&w^{2}&w^{2}&w&w^{2}\\w^{2}&1&w^{2}&w&w^{2}&w\end{matrix}}\right).}
Эти матрицы удовлетворяют уравнениям
{\displaystyle {\mathbf {A} }^{2}={\mathbf {B} }^{3}=({\mathbf {A} }{\mathbf {B} })^{7}=({\mathbf {A} }{\mathbf {B} }{\mathbf {A} }{\mathbf {B} }{\mathbf {B} })^{12}=1.}
J2 является группой Гурвица, конечным гомеоморфным образом группы треугольника (2,3,7).
Матричное представление, данное выше, формирует вложение в группу Диксона G2(4). Имеется два класса смежности в G2(4) и они эквивалентны по автоморфизму поля F4. Их пересечение («действительная» подгруппа) является простой группой порядка 6048. G2(4), в свою очередь, изоморфна подгруппе группе Конвея Co1.

## Максимальные подгруппы
Имеется 9 классов смежности максимальных подгрупп группы J2. Некоторые описанные здесь в терминах действия на графе Холла — Янко.
- U3(3) порядка 6048 – одноточечный стабилизатор с орбитами 36 и 63.

Простая группа, содержащая 36 простых подгрупп порядка 168 и 63 инволюций, все являются смежными классами, действующими на 80 точек. Указанные инволюции обнаруживаются в 12 168-подгрупп. Её централизатор имеет структуру 4.S4, которая содержит 6 дополнительных инволюций.
- 3.PGL(2,9) порядка 2160 — имеет подфактор A6
- 21+4:A5 порядка 1920 — централизатор инволюции, действующей на 80 точек
- 22+4:(3 × S3) порядка 1152
- A4 × A5 порядка 720.

Содержит 22 × A5 (порядка 240), централизатор 3 инволюций, каждая действует на 100 точках
- A5 × D10 порядка 600
- PGL(2,7) порядка 336
- 52:D12 порядка 300
- A5 порядка 60

## Классы сопряжённости
Максимальный порядок любого элемента не превосходит 15. Как перестановки, элементы действуют на 100 вершинах графа Холла — Янко.
| Порядок     | Элементов                | Структура циклов и классов смежности |
| ----------- | ------------------------ | ------------------------------------ |
| 1 = 1       | 1 = 1                    | 1 класс                              |
| 2 = 2       | 315 = 32 • 5 • 7         | 240, 1 класс                         |
| 2 = 2       | 2520 = 23 • 32 • 5 • 7   | 250, 1 класс                         |
| 3 = 3       | 560 = 24 • 5 • 7         | 330, 1 класс                         |
| 3 = 3       | 16800 = 25 • 3 • 52 • 7  | 332, 1 класс                         |
| 4 = 22      | 6300 = 22 • 32 • 52 • 7  | 26420, 1 class                       |
| 5 = 5       | 4032 = 26 • 32 • 7       | 520, 2 класса                        |
| 5 = 5       | 24192 = 27 • 33 • 7      | 520, 2 класса                        |
| 6 = 2 • 3   | 25200 = 24 • 32 • 52 • 7 | 243612, 1 класс                      |
| 6 = 2 • 3   | 50400 = 25 • 32 • 52 • 7 | 2616, 1 класс                        |
| 7 = 7       | 86400 = 27 • 33 • 52     | 714, 1 класс                         |
| 8 = 23      | 75600 = 24 • 33 • 52 • 7 | 2343810, 1 класс                     |
| 10 = 2 • 5  | 60480 = 26 • 33 • 5 • 7  | 10, 2 класса                         |
| 10 = 2 • 5  | 120960 = 27 • 33 • 5 • 7 | 54108, 2 класса                      |
| 12 = 22 • 3 | 50400 = 25 • 32 • 52 • 7 | 324262126, 1 класс                   |
| 15 = 3 • 5  | 80640 = 28 • 32 • 5 • 7  | 52156, 2 класса                      |